# 日本IBM大和事業所
日本IBM大和事業所（にほんアイビーエムやまとじぎょうしょ）は神奈川県大和市（大和市下鶴間1623-14）にかつて存在した、日本アイ・ビー・エム（米国IBMの日本法人）の事業所。
2012年7月に「IBM東京ラボラトリー」が日本IBM豊洲事業所内に開設され、本事業所は閉鎖された。現在は建物を土地所有者の三機工業が研究所として利用し、一部は三機大和ビルとして賃貸オフィスとしている。

## 概要
神奈川県大和市下鶴間1623番14に所在、建物の設計は日建設計による。
1985年に設立され、最盛期は日本アイ・ビー・エムの研究・開発部門の多くが集中した。また、当初は東京都千代田区三番町にあった東京基礎研究所 (Tokyo Research Laboratory) も、当事業所へ統合されていた。
なお、ThinkPadやThinkCentreなどの製品はIBMからLenovoへ事業譲渡後も当事業所内「レノボ大和事業所」で研究開発が継続されたが、2010年末にこの研究開発の拠点は横浜市・みなとみらい地区へ移転している（後節参照）。

### 事業所の閉鎖へ
日本アイ・ビー・エムは2011年4月26日、事業所の再編に伴い大和事業所を2013年に閉鎖して豊洲事業所へ機能を移転させると発表したが、当事業所は冒頭の通り少し前倒しとなり、2012年7月に閉鎖された。

## IBM大和開発研究所

### 沿革
IBM大和開発研究所 (Yamato Development Laboratory) 沿革
- 非標準製品の開発はRPQなどの手続きにより日本でも小規模に行なわれた（1960年代）
- IBM日本開発研究所 (Japan Development Laboratory) を東京・飯倉に開設（1972年）
- IBM藤沢工場（後に日立製作所へ売却しHGSTに）の敷地内へ増築・移転してIBM藤沢開発研究所 (Fujisawa Development Laboratory) となる（1975年）
- 現在の場所へ移転（1985年）
- 東京プログラミングセンター（オフィスシステム、銀行システム、小売業システムなど）が川崎から移転（1989年）
- IBM東京基礎研究所もここへ移転（1993年）
- IBMがパーソナルコンピュータ部門をレノボ（聯想集団）に売却、大和研究所のIBM ThinkPad部署を分離（2005年）
- 「IBM東京ラボラトリー」が日本IBM豊洲事業所内に開設されるのに伴い、大和事業所は閉鎖（2012年7月）

### 主な製品と技術

#### 世界向け
- IBM 3767 プリンター端末機 & SNA - 1974
- IBM 3276 3270表示・制御装置 - 1975
- IBM 3101 ASCII表示端末 - 1979
- IBM 3178 低価格3270表示端末 - 1983
- IBM 3179 低価格3270カラー表示端末 - 1984
- IBM ThinkPad - 1992
- IBM 9516 TFT LCD表示装置 - 1996

など

#### 日本およびアジア太平洋向け
- IBM漢字システム - 1971
- Double-byte Technical Coordination Office (DTCO) アジア言語のサポートセンター - 1982
- マルチステーション5550、日本語DOS、文書プログラム - 1983
- IBM 3270漢字エミュレーター、IBM 5250漢字エミュレーター
- IBM JX - 1984
- VM/オフィスシステム (Office & Document Prosessing System、略称：ODPS） - 1986
- IBM 4680 ストア・システム日本版（5550を利用）、IBM 4692 POSワークステーション日本版 - 1986
- IBM4700金融機関通信システム 銀行用窓口通帳記帳端末機 -1985 (グッドデザイン賞受賞）
- IBM SAIL/ESA (System Development Aid for IMS/ESA On-Line Applications) 金融機関向けパッケージ
- DOS/V - 1990 & PCオープン・アーキテクチャー推進協議会 (OADG)を主導 - 1991
- IBM FIS/90 金融機関営業店システム  -1990
- PS/V - 1992
- ViaVoiceの日本語音声認識技術と製品
- ホームページ・ビルダー - 1994
- IBM 9101自動取引装置（ATM) -1995
- IBM FormWave (ワークフローシステム) - 1995
- IBM 4674 POSワークステーション - 1997
- IBM金融機関営業店ソリューションNFWS(Networked Finance WorkStation) - 2004

など

### 歴代の研究開発研究所長
研究開発研究所長（または開発・製造担当）
- Ed Hoffler（1971-1974）
- 三井 信雄（1974-1977）
- 明午 慶一郎
- 渡部 一
- 安井 敏雄（1987-1991）
- 石田 清二
- 丸山 力
- 内永 ゆか子（2004-2007）
- 坂上 好功（2007-2008）
- 久世 和資（2009-）

所内にシステム開発研究所、ソフトウェア研究所、マイクロエレクトロニクス事業所などがあり、その所長などもウェブ上では散見される。

### 製品・技術開発のトピック

#### Lenovo Japan 大和事業所
IBMのノート形パーソナルコンピュータであるThinkPadシリーズの開発を当初より手がけ、「日本IBM大和事業所」は世界的に有名となった。2005年にIBMのパーソナルコンピュータ事業はレノボへ譲渡され、ThinkPad・ThinkCentreなどの主要PC製品の開発グループもレノボへと移籍したが、これらの製品はその後も日本IBM大和事業所内に併設されていた「レノボ大和事業所」で暫く研究・開発を継続していた。2010年12月にこの研究開発の拠点は横浜市・みなとみらい地区のみなとみらいセンタービル内へ移転したものの、「横浜事業所大和研究所」として大和の名称を残している。

#### その他
ThinkPadシリーズの開発で得たノウハウをデジタル家電や自動車などの組み込み系コンピュータの開発、設計、また他社への開発支援などへの展開に利用していくという発表が2005年にあった。

## IBM東京基礎研究所
IBM東京基礎研究所 (Tokyo Research Laboratory、略称 TRL) は、1983年にアジアで初めてのIBM基礎研究所として東京に設立され、1993年にこちらへ移っている。米国のニューヨーク州ヨークタウン・ハイツ（トーマス・J・ワトソン研究所）、スイスのチューリッヒなどにあるIBM基礎研究所と連絡もしながら、基礎研究をしている。2008年の要員は200名。

## アクセス
- 小田急江ノ島線・東急田園都市線 中央林間駅から徒歩10分
- 東急田園都市線 つきみ野駅から徒歩10分